# Bataille de Lewes
Pour les articles homonymes, voir Lewes (homonymie).
Seconde Guerre des barons
Batailles
- Lewes
- Evesham
- Kenilworth

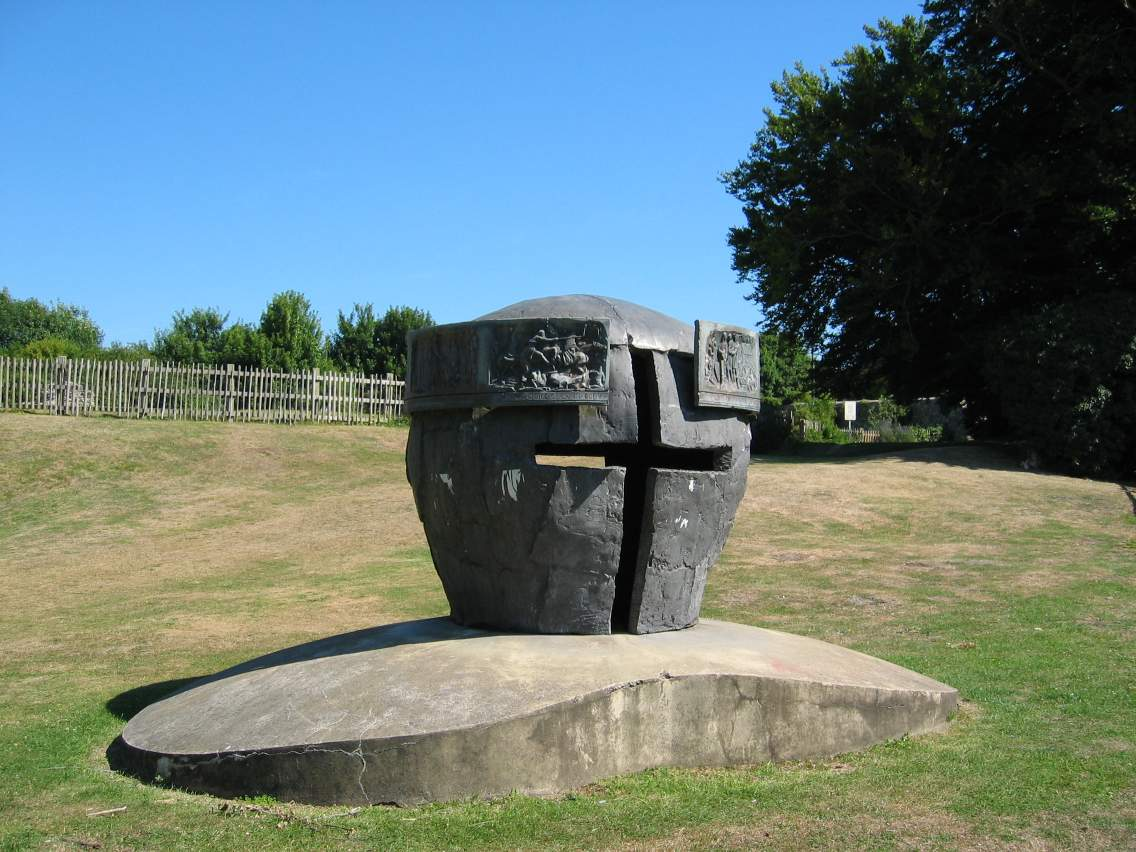
Monument commémorant la bataille de Lewes.

La bataille de Lewes est l’un des deux principaux affrontements du conflit anglais connu sous le nom de Seconde Guerre des barons. Elle se déroule près de Lewes dans le Sussex, le 14 mai 1264 ; elle représente le point culminant de la vie du sixième comte de Leicester, Simon V de Montfort, et lui gagne le surnom de « roi sans couronne d’Angleterre ».
La bataille survient à la suite des hésitations du roi Henri III d'Angleterre, qui renâcle alors à honorer les termes des Provisions d'Oxford, un accord signé en 1258 avec ses barons, conduits par Montfort. Le roi campe au prieuré Saint-Pancrace de Lewes avec son infanterie, mais c’est son fils, le prince Édouard (le futur Édouard Ier d’Angleterre) qui commande à la cavalerie, et il se trouve au château de Lewes à un mille (environ 1,5 km) plus au nord. Une marche de nuit permet aux forces de Montfort de surprendre le prince Édouard et de s’installer sur les hauteurs des Downs du Sud, surplombant la ville de Lewes, en prélude à la bataille. La croix blanche est leur signe de ralliement.
L’armée royaliste, deux fois plus importante que celle de Montfort, est commandée par Édouard sur l’aile droite et par le propre frère du roi, Richard de Cornouailles sur l’aile gauche, le centre étant sous les ordres directs du roi. Réalisant une sortie du château pour aller à l’encontre de l’ennemi, Édouard remporte d’abord quelques succès, mais s’avise ensuite imprudemment de poursuivre les forces adverses qui font retraite vers le nord, compromettant ainsi les chances d’une victoire totale. Dans le même temps, Montfort bat le reste de l’armée royale conduite par le roi et son frère. Sur le point d’être vaincu, Richard de Cornouailles prend la décision de chercher refuge dans le prieuré. Il n’est cependant pas en mesure de l’atteindre et choisit de se cacher dans un moulin à vent, où, lorsqu’il est découvert, il est moqué aux cris de « Viens là, viens là, méchant meunier ! » Les trois commandants royaux sont finalement faits prisonniers et en capturant le roi, Montfort devient de facto le dirigeant de l’Angleterre.
Le roi est contraint de signer ce qu’on appelle la mise de Lewes (en).
Bien que le texte se soit perdu, il ne fait pas de doute qu’Henri ait été contraint d’accepter les Provisions d'Oxford, tandis que le prince Édouard restait l’otage des barons. Cet accord fait de Montfort le plus puissant prince d’Angleterre, position qui dure jusqu’à l’évasion du prince Édouard et la défaite qu’essuie ensuite Montfort à la bataille d'Evesham en août 1265.